# BKK exklusiv
Die BKK exklusiv ist eine deutsche Betriebskrankenkasse mit Sitz in Lehrte.
Ihren Ursprung hat die Krankenkasse in den Unternehmen Beck & Co., Gilde Brauerei AG und Zuckerverbund Nord.

## Beitragssätze
Seit 1. Januar 2009 werden die Beitragssätze vom Gesetzgeber einheitlich vorgegeben. Der Zusatzbeitrag der BKK exklusiv liegt seit 2023 bei 1,99 %.

## Weblink
- Offizielle Website